# Дельвиг, Сергей Николаевич
Серге́й Никола́евич Де́львиг (укр. Сергій Де́львіг; 4 (16) июля 1866, Москва — 20 апреля 1945, Кишинёв) — русский и украинский военачальник, артиллерист, военный историк, генерал-лейтенант.

## Биография
Уроженец Москвы. Происхождением — из дворян Московской губернии баронского рода Дельвигов. Православный.
Окончил 2-й Московский кадетский корпус (1883), Михайловское артиллерийское училище (1886, по 1-му разряду), Михайловскую артиллерийскую академию (1891; по 1-му разряду), курс в Офицерской артиллерийской школе («успешно»).

### Служба в русской армии

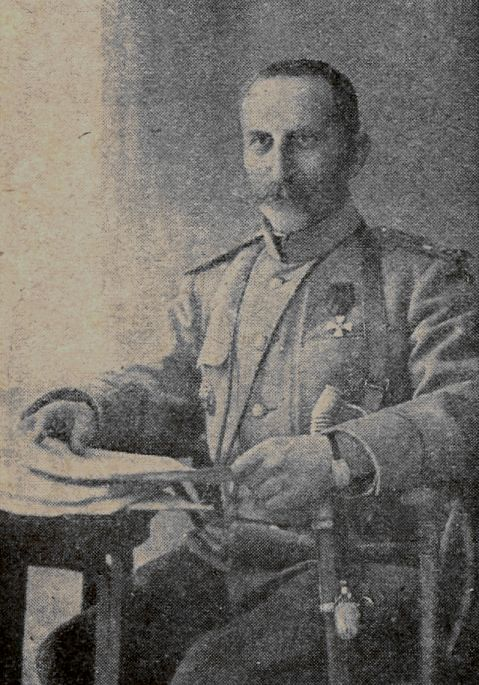
Сергей Николаевич Дельвиг в 1914 году.

В службу вступил в сентябре 1883 года. С 1886 года служил в конном взводе 2-й резервной артиллерийской бригады. Подпоручик, с 1888 года — поручик, с 1891 — штабс-капитан.
С декабря 1891 года — помощник штаб-офицера, заведывающего обучающимися офицерами в полевом отделе Офицерской артиллерийской школы. С 1896 года — капитан, с 1899 — подполковник, командир пешей батареи Офицерской артиллерийской школы. В 1903 году, за отличие, произведён в полковники.
Участник русско-японской войны 1904—1905 годов. За боевые отличия был награждён орденом св. Станислава II степени с мечами (1905, утв. 1906) и Золотым оружием с надписью «За храбрость» (1905, утв. 1908).
На 1905 год — приватный преподаватель Михайловской артиллерийской академии.
С 1906 года — помощник начальника Офицерской артиллерийской школы.
24 января 1909 года, за отличие, произведён в генерал-майоры и назначен командиром 24-й артиллерийской бригады (г. Луга). В 1912 году награждён орденом св. Владимира III степени. Соавтор (совместно с В. И. Сарновским) труда «Исторический очерк деятельности полевого отдела офицерской артиллерийской школы стрельбы с 1883 по 1907 гг.» (СПб., 1909).
С 26 января 1914 года — исполняющий должность инспектора артиллерии 9-го армейского корпуса и в этой должности выступил на фронт Первой мировой войны. В 1914 году награждён орденом св. Георгия IV степени. В январе 1915 года произведён в генерал-лейтенанты с утверждением в той же должности.
Командовал артиллерией во время осады австрийской крепости Перемышль, после взятия крепости был её комендантом.
С июня 1915 года — в распоряжении главнокомандующего Юго-Западным фронтом. С октября того же года — командир 40-го армейского корпуса.
С апреля 1916 года — инспектор артиллерии армий Юго-Западного фронта, успешно руководил действиями артиллерии во время наступления войск фронта (так называемого «Брусиловского прорыва»).
С весны 1917 года — в отставке. К моменту окончания военной службы был награждён многими российскими орденами — до ордена Белого Орла с мечами включительно.
Известный русский артиллерист, генерал Евгений Захарович Барсуков в своём труде «Артиллерия русской армии (1900—1917 гг.)» характеризовал Дельвига как «выдающегося русского артиллериста», «исключительно выдающегося в то время высокообразованного специалиста техники и тактики артиллерии», отмечал «свойственную ему энергию».

### Служба в украинской армии
С ноября 1917 по февраль 1918 — инспектор артиллерии Украинского Генерального войскового штаба. В начале 1918 — начальник артиллерии Гайдамацкого коша Слободской Украины. В марте 1918 вернулся в Киев.
В период правления гетмана Павла Скоропадского руководил организацией управления артиллерии в армии Украинской державы. С декабря 1918 служил в армии Украинской народной республики (УНР), в 1919 — инспектор артиллерии этой армии.
1 июня 1919 прибыл в Польшу в качестве руководителя делегации Директории УНР для переговоров о перемирии. 16 июня 1919 года, во время Чортковского наступления украинской Галицкой армии, подписал договор, по которому с 21 июня восстанавливалась демаркационная линия между Галицкой армией и польскими войсками (получившая название «линия Дельвига»). Диктатор Западно-украинской народной республики Евгений Петрушевич не признал условий перемирия, и наступление галицких войск продолжилось (вскоре польские войска перешли в контрнаступление, и результаты предыдущих успехов галичан были утрачены).
В 1919—1921 годах — начальник военной миссии УНР и полномочный представитель УНР в Румынии. С февраля 1921, одновременно, — член Высшей войсковой рады УНР.
В 1921 году произведён в генерал-полковники армии УНР.

### Эмигрант
Жил в эмиграции в Румынии. В 1923—1926 годах — член руководящего комитета украинской эмиграции в Румынии. Работал инженером на фабрике братьев Шиль в Бухаресте, затем на заводах «Конкордия» в Кодле.
Существует версия, что в 1944 году, при приближении к границам Румынии советских войск, Дельвиг эмигрировал в Египет и там вскоре умер. По другим данным, он был арестован 05.10.1944 органами «Смерш» в районе города Брашов, 14.11.1944 военным трибуналом 2-го Украинского фронта осужден по статьям 58-2, 58-11 и 58-13 УК РСФСР и приговорен к высшей мере наказания. 20.04.1945 расстрелян в Кишинёве. 29.04.2002 реабилитирован заключением Главной военной прокуратуры Российской Федерации.

## Воинские чины
- В службу вступил 01.09.1883[5]
- Подпоручик (11.08.1886, старшинство с 14.08.1884)
- Поручик (23.11.1888, ст. 14.08.1888)
- Штабс-капитан (14.06.1891)
- Капитан (28.07.1896)
  - Капитан гвардии (08.09.1899)
- Подполковник (13.11.1899)
- Полковник (06.12.1903)
- Генерал-майор (24.01.1909)
- Генерал-лейтенант (09.01.1915)

## Награды
Российской империи, —
ордена:
- Орден Святого Станислава 3-й степени (1898)
- Орден Святого Владимира 4-й степени (1904)
- Орден Святого Станислава 2-й степени с мечами (1905; утв. 1906)
- Орден Святого Владимира 3-й степени (1912)
- Орден Святого Георгия 4-й степени —

(ВП от 25.09.1914):

«… за то, что в бою 13-го августа у города Злочева под сильным действительным ружейным и артиллерийским огнём противника лично произвёл рекогносцировку неприятельской артиллерийской позиции, подойдя к ней до 1500 шагов, определил число орудий и, заметив недолёты наших снарядов, направил стрельбу согласно добытых данных, чем привёл к молчанию и отступлению неприятельскую артиллерию». 
- Орден Святой Анны 1-й степени с мечами (Дополнение к ВП от 01.05.1915, стр. 9)
- Орден Святого Станислава 1-й степени с мечами (Дополнение к ВП от 01.05.1915, стр. 10)
- мечи к ордену Святого Владимира 3-й степени (Дополнение к ВП от 01.05.1915, стр. 10)
- мечи и бант к ордену Святого Владимира 4-й степени (Дополнение к ВП от 01.05.1915, стр. 10)
- Орден Святого Владимира 2-й степени (ВП от 19.09.1915)
- Орден Белого Орла с мечами (ВП от 18.07.1916)

медали:
- «В память царствования императора Александра III» (1896)
- «В память русско-японской войны» (1906)
- «В память 200-летия Полтавской битвы» (1909)
- «В память 100-летия Отечественной войны 1812 года» (1912)
- «В память 300-летия царствования дома Романовых» (1913)

наградное оружие:
- Золотое оружие «За храбрость» (1905, утв. ВП 15.08.1908)[5]

Иностранные награды:
- Болгарский орден «За военные заслуги», офицерский крест (1902)
- Итальянский орден Короны Италии, командорский крест (1903)
- Французский орден Почётного легиона 3-го класса (командорский) (1915/1916?)
- Французский Военный крест 1914—1918 с лавровой ветвью (1915/1916?, — вместе с орденом Почётного легиона)

Знак отличия УНР:
- Крест Симона Петлюры (в конце 1930-х годов)

## Семья
На январь 1914 года — был женат на уроженке Выборгской губернии православного вероисповедания. Имел дочь 1898 года рождения и двух сыновей 1902 и 1906 годов рождения.